# La Rivière-du-Nord
La Rivière-du-Nord è una municipalità regionale di contea del Canada, localizzata nella provincia del Québec, nella regione di Laurentides.
Il suo capoluogo è Saint-Jérôme.

## Suddivisioni
City e Town
- Prévost
- Saint-Colomban
- Saint-Jérôme

Municipalità
- Saint-Hippolyte
- Sainte-Sophie